# Будяк арабський
Будяк арабський (Carduus arabicus) — вид рослин із родини айстрових (Asteraceae).

## Біоморфологічна характеристика
Однорічна трава 20–60 см заввишки. Стебло внизу майже безкриле, у верхній половині безперервно широко крилате; крила по краю з колючками. Кошики вузькоконусовидно-дзвонові, скучені по 2–5 у пазухах гілок і на кінцях б. м. крилатих та крилатоколючих квітконіжок. Квітки рожеві чи світло-пурпурові. Сім'янки 5–6 мм завдовжки, кремові чи світло-коричневі, блискучі, тонкоребристі, з дрібним опадним рано чубком.

## Середовище проживання
Зростає у Європі (Албанія, Греція, Італія [у т. ч. Сицилія], Україна (Крим), Північний Кавказ), Азії (Афганістан, країни Перської затоки, Іран, Ірак, Ліван-Сирія, Оман, Пакистан, Палестина, Таджикистан, Південний Кавказ, Туреччина [у т. ч. європейська], Туркменістан), Єгипті [у т. ч. Синай].
В Україні вид росте біля житла, доріг, на лісових галявинах — на ПБК, у передгір'ях та на Керченському півострові, часто.